# Bythinella lunzensis
Bythinella lunzensis is een slakkensoort uit de familie van de Hydrobiidae. De wetenschappelijke naam van de soort is voor het eerst geldig gepubliceerd in 2008 door Boeters.